# Kościół św. Zygmunta w Żukowie

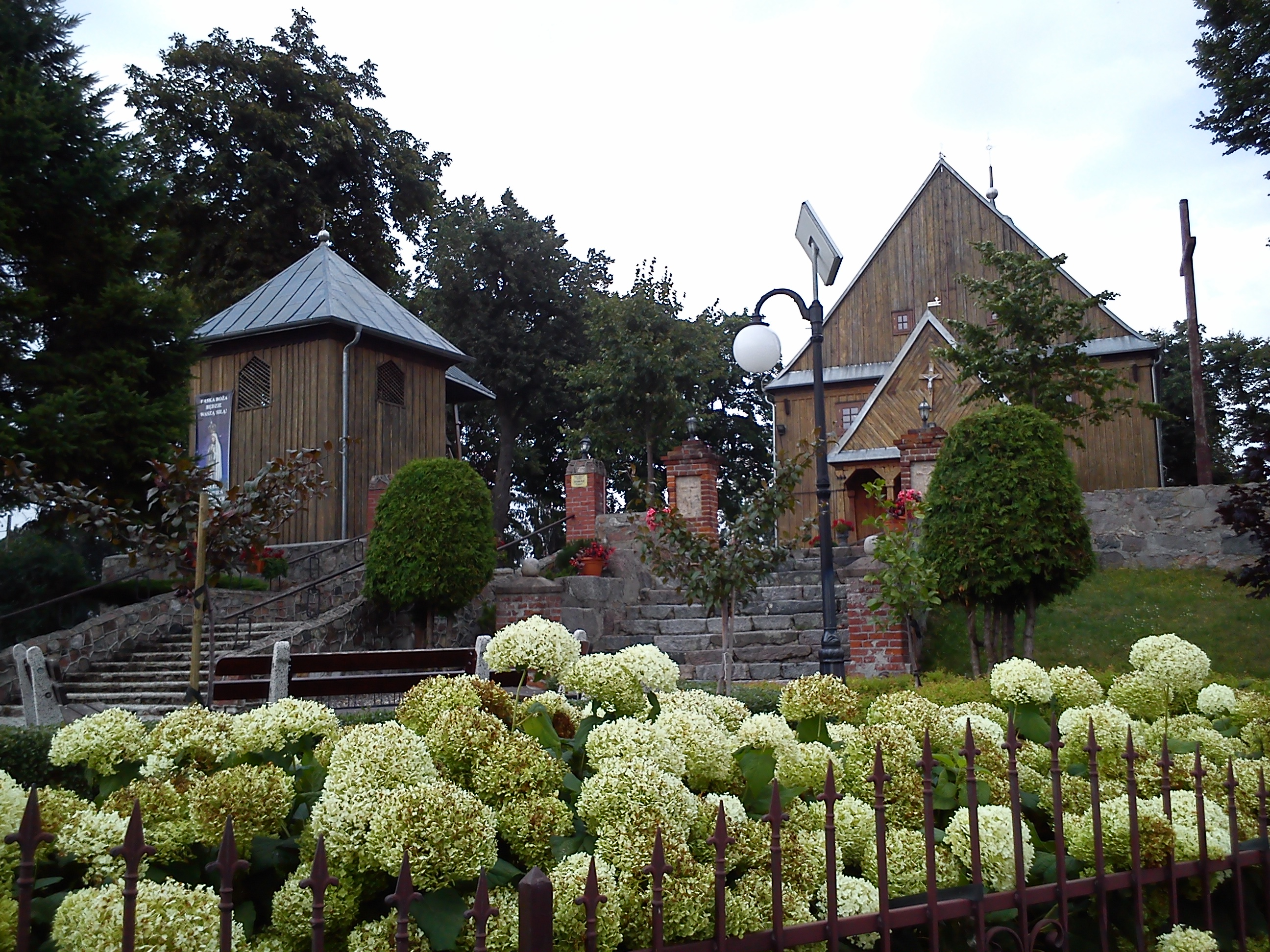
Widok od frontu

Kościół św. Zygmunta w Żukowie – rzymskokatolicki kościół parafialny św. Zygmunta, należący do parafii św. Wawrzyńca w dekanacie wyszogrodzkim diecezji płockiej. Usytuowany we wsi Żukowo w powiecie płońskim, w gminie Naruszewo, na terenie województwa mazowieckiego.

## Historia
W miejscu obecnego kościoła już w 1599 stał drewniany kościół z dwoma chórami i dwoma kaplicami po bokach, konsekrowany przez biskupa Andrzeja Noskowskiego. Kościół ten został zniszczony w XVII wieku. Następny kościół pod wezwaniem św. Wawrzyńca i Zygmunta, powstał w połowie XVII wieku. Poświęcenia kościoła dokonał ok. 1660 biskup Zygmunt Czyżowski. Po wizytacji przeprowadzonej w 1782 stwierdzono, że kościół jest w złym stanie i potrzebuje przeprowadzenia gruntownego remontu. W 1785 wzniesiono nową drewnianą świątynię pod wezwaniem św. Zygmunta, która przetrwała do dzisiaj. Jej fundatorem był biskup płocki Krzysztof Hilary Szembek, a konsekracja miała miejsce w 1791.
W 1878, kiedy tutejszym proboszczem był ksiądz Sylwester Dawgiołło, kościół został gruntownie wyremontowany. Ściany wyprostowano i wzmocniono murłatami. Postawiono dziesięć drewnianych filarów, co spowodowało, że kościół wygląda na trójnawowy. Usunięto dwie kruchty – przybudówki i boczne wejście. W prezbiterium wykonano dwa okna i loże. Kolejny gruntowny remont przeprowadzono dopiero w 1974, kiedy proboszczem był ksiądz Antoni Majkowski.

## Opis
Kościół św. Zygmunta zbudowany został na planie prostokąta i jest budowlą orientowaną o konstrukcji zrębowej. Na zewnątrz oszalowany deskami sosnowymi i wzmocniony lisicami. Wewnątrz ściany wyłożone są dębową boazerią i deską modrzewiową. Wnętrze przebudowano w latach 1974–1975. Rozdzielone na nawy parami ośmiobocznych, profilowanych słupów, ze stropem kasetonowym. Do nawy od zachodu dobudowano kruchtę główną, do prezbiterium od północy kruchtę boczną. Nawy i prezbiterium przykrywa wspólny dwuspadowy dach, a nad kruchtami znajdują się osobne daszki dwuspadowe. Wszystkie pokryto blachą ocynkowaną i pomalowano na kolor ciemnej wiśni. Pośrodku kalenicy znajduje się ośmioboczna wieżyczka na sygnaturkę. Wieżyczkę wieńczy cebulasty hełm, zakończony sterczyną z krzyżem.
W kościele umieszczone są trzy ołtarze – główny i dwa boczne, pochodzące z drugiej połowy XIX wieku; wykonane są w stylu barokowym. W ołtarzu głównym umieszczony jest krucyfiks z pierwszej połowy XVIII wieku, wykonany z drewna polichromicznego w stylu barokowym. W zwieńczeniu ołtarza umieszczono ośmiokątny obraz olejny namalowany na płótnie, przedstawiający św. Rocha, pochodzący z pierwszej połowy XIX wieku. W ołtarzu od 1909 umieszczony jest obraz Matki Boskiej Częstochowskiej, który przywieźli parafianie-pielgrzymi z Jasnej Góry. W bocznym prawym ołtarzu znajduje się obraz św. Zygmunta z 1874, wykonany przez Antoniego Murzynowskiego. W zwieńczeniu umieszczono obraz św. Walentego z połowy XIX wieku. W nawie głównej znajdują się dwa obrazy, pochodzące z końca XVIII wieku, autorstwa Franciszka Smuglewicza, podarowane za czasów księdza Sylwestera Dawgiołły przez Dembowskiego z Nacpolska. Po lewej stronie obraz, wg Katalogu Zabytków Sztuki w Polsce, przedstawia Płońsk i okolice, a także św. Marka trzymającego kartę z napisem: „Pax tibi Marce, ewangelista meus” (Pokój tobie Marku, ewangelisto mój). Po prawej stronie obraz przedstawia św. Hieronima. W kościele znajduje się także obraz św. Wawrzyńca, namalowany w 1874 przez Antoniego Murzynowskiego.
W kościele znajduje się drewniana chrzcielnica rokokowa z drugiej połowy XVIII wieku. Korpus chrzcielnicy wykonano w formie fantazyjnej wazy dekorowanej rocaille (rokaj). Pokrywa ma kształt odwróconego rogu obfitości. Korpus wspiera się na małej pękatej, skośnie kanelowanej kolumnie. Na prawej bocznej ścianie umieszczono drewniany krucyfiks w stylu barokowym, z początku XVIII wieku. Znajdujące się w kościele organy ofiarowane zostały przez Walerią Pomianowską, dziedziczkę dóbr słomińskich. Organy wykonane zostały w 1867 w Warszawie przez warszawskiego organmistrza Mateusza Mielczarskiego. Kropielnica pochodzi z I połowy XVIII wieku i została wykonana z miedzi. Naczynie jest owalne w przekroju i zakończone u dołu kulą. Natomiast przed kościołem ustawione są dwie XV–XVI-wieczne kropielnice granitowe.
Na północny zachód od kościoła znajduje się drewniana dzwonnica o konstrukcji słupowej, pochodząca z końca XVIII wieku.